# 瀬名波文野
瀬名波 文野（せなは あやの、1982年〈昭和57年〉12月5日 - ）は、日本の実業家。株式会社リクルートホールディングス取締役 兼 常務執行役員 兼 COO。

## 経歴
沖縄県北谷町出身。昭和薬科大付属高校卒業後、早稲田大学政治経済学部へ進学。2006年、大学卒業後に株式会社リクルート入社。
2018年、同社執行役員に就任。2021年より取締役 兼 常務執行役員 兼 COOとして人事・総務本部、ファイナンス本部、リスクマネジメント本部、経営企画本部にて経営企画、Sustainability Transformationを担当。

## 略歴
- 2006年 4月 株式会社リクルート（現・株式会社リクルートホールディングス）入社
- 2021年 4月 取締役 兼 常務執行役員 兼 COO 人事・総務本部、ファイナンス本部、リスクマネジメント本部、経営企画本部　経営企画、Sustainability Transformation 担当